# Youssef Mohamad
Youssef Wasef „Dodo“ Mohamad (arabisch يوسف واصف محمد) (* 1. Juli 1980 in Beirut, Libanon) ist ein ehemaliger libanesischer Fußballspieler.

## Karriere

### Verein
Mohamad begann mit dem Fußballspiel in seiner Heimat bei Safa SC Beirut, mit denen er 2000 Pokalfinalist war. 2002 wechselte der Innenverteidiger zum Ligakonkurrenten Olympic Beirut. Mit diesem Verein wurde er 2003 libanesischer Meister und Pokalsieger. Zu Beginn der Saison 2004/05 wechselte Mohamad auf Empfehlung seines Landsmannes Roda Antar zum SC Freiburg in die Fußball-Bundesliga. Er absolvierte 29 Spiele für die Breisgauer, stieg mit ihnen am Saisonende allerdings abgeschlagen als Tabellenletzter in die Zweite Bundesliga ab. Wie der 1. FC Köln am 18. Juli 2007 auf seiner Homepage bekanntgab, hatte Mohamad nach zähen Verhandlungen bei den Rheinländern einen Vertrag ab der Saison 2007/08 unterschrieben. Über die Ablösesumme wurde Stillschweigen vereinbart. Mohamad hatte auch ein Angebot des VfL Wolfsburgs mit einem höheren Gehalt vorliegen, entschied sich aber für Köln, da er sich dort mehr Spielzeit erhoffte.
Das Kicker-Sportmagazin stufte Mohamad im Dezember 2007 hinter dem Mainzer Nikolče Noveski als zweitbesten Innenverteidiger der 2. Bundesliga ein. Mit vier Toren in der Hinrunde der Saison 2007/08 war er zudem der torgefährlichste Abwehrspieler. Seit der Rückrunde der Saison 2009/2010 war Youssef Mohamad Kapitän des 1. FC Köln. Er übergab das Amt am 5. Januar 2011 an Lukas Podolski.
Am ersten Spieltag der Saison 2010/2011 wurde er bei der 1:3-Heimniederlage des 1. FC Köln gegen den 1. FC Kaiserslautern schon in der zweiten Spielminute wegen einer Notbremse des Feldes verwiesen und war zu diesem Zeitpunkt der Spieler mit dem schnellsten Platzverweis (Rote Karte) in der Bundesligahistorie. Das DFB-Sportgericht sperrte ihn daraufhin für drei Ligaspiele.
Am 20. August 2011 gab der 1. FC Köln bekannt, dass Mohamad zu Al-Ahli in die Vereinigten Arabischen Emirate wechseln werde. Der FC entsprach damit dem Wunsch Mohamads, der näher bei seiner Familie im Libanon leben wollte. Als Ersatz für Mohamad in der Innenverteidigung wurde der Portugiese Henrique Sereno für ein Jahr vom FC Porto ausgeliehen. Zur Saison 2016/17 wechselte Mohamad zum libanesischen Verein Nejmeh Club und beendete am Saisonende seine Karriere.

### Nationalmannschaft
Für die libanesische Auswahl absolvierte Mohamad 39 Spiele und nahm an der Asienmeisterschaft 2000 im eigenen Land teil. Zudem war er von November 2004 bis August 2005 Kapitän seiner Landesauswahl. Nach heftiger Kritik an seinem Verband (Fédération Libanaise de Football Association) und an seinem Nationaltrainer Adnan Meckdache wurde er vom libanesischen Verband suspendiert. Er darf erst wieder zurück, wenn er sich beim Verband und beim Trainer für seine kritische Haltung entschuldigt, was Mohamad aber ablehnte, da er sich im Recht sah.
Allerdings wurde er Ende 2012 für die Länderspiele gegen Australien, den Jemen, Katar und den Iran vom deutschen Trainer Theo Bücker berufen.

### Trainertätigkeit
Nach dem Karriereende erwarb er verschiedene Trainerlizenzen. Seit 2017 ist er Teil des Trainerstabes der libanesischen A-Nationalmannschaft.